# 110298 Deceptionisland
110298 Deceptionisland è un asteroide della fascia principale. Scoperto nel 2001, presenta un'orbita caratterizzata da un semiasse maggiore pari a 2,2667020 UA e da un'eccentricità di 0,2122467, inclinata di 1,86620° rispetto all'eclittica.